# 熙嬪洪氏
熙嬪洪氏（きひん こうし、ヒビン ホンシ、희빈 홍씨、1494年5月27日　- 1581年12月11日）は、李氏朝鮮の第11代国王中宗の後宮。錦城君と鳳城君の生母。本貫は南陽洪氏。
洪景舟の次女として誕生。父の洪景舟は中宗反正に尽力した功臣の1人であった。1506年で揀択により、淑儀として入宮。昭儀、貴人を経て正一品の嬪に冊立された。中宗の寵愛を得て、父の政敵であった士林派排除に助力した。1528年の灼鼠の変では仁宗の暗殺未遂を疑われたが、敬嬪朴氏が賜死することになった。1545年には尹汝諧の謀反に次男の鳳城君共々、陰謀を疑われると洪氏は宮殿を追われた。1547年、凰城君は王命で自刃して果てた。
1581年12月11日、87歳で長寿を全うした。

## 家族
- 父：洪景舟（朝鮮語版）（生年不詳 - 1521年）
- 母：安東権氏
- 兄：洪遇龍
- 姉：金明胤（朝鮮語版）夫人
- 夫：中宗
- 長男：錦原君 李岭（朝鮮語版）（1513年 - 1562年）[3]
  - 嫁：海州鄭氏
  - 孫娘：李氏夫人（1537年 - 没年不詳）
- 次男：鳳城君 李岏（朝鮮語版）（1528年 - 1547年）
  - 嫁：東菜鄭氏
  - 孫娘：貞敬夫人李氏（1545年 - 1610年）
  - 他3人王子がいたが、いずれも夭折。

## 熙嬪洪氏を演じた俳優
- イ・ジェウン：『王朝の暁 〜趙光祖伝〜』、1996年、KBS
- キム・ミニ：『女人天下』、2001年-2002年 SBS